# Aston Subedge
Aston Subedge är en by och civil parish i distriktet Cotswold i Gloucestershire, England. Byn angränsar till Worcestershire. Byn ligger cirka 12,8 kmöster om Evesham och är grannby med Weston-sub-Edge.